# Agelasta unicolor
Agelasta unicolor är en skalbaggsart som beskrevs av Stefan von Breuning 1962. Agelasta unicolor ingår i släktet Agelasta och familjen långhorningar.
Artens utbredningsområde är Filippinerna. Inga underarter finns listade i Catalogue of Life.